# Aglaée Degros
Aglaée Degros (* 22. August 1972 in Löwen) ist eine belgische Architektin und Stadtplanerin. Sie ist Professorin für Städtebau an der Technischen Universität Graz.

## Leben
Degros studierte am Campus Sint-Lukas Brüssel der LUCA School of Arts. Zusammen mit Stefan Bendiks war sie 2001 Gründerin des Studien- und Designbüros Artgineering in Brüssel. Heute hat das Büro den Sitz in Graz. Mit Artgineering entwickelt und implementiert sie Designstrategien für komplexe (inter)urbane Bedingungen mit einem großen Interesse an Koproduktion und der Einbeziehung von Interessengruppen. In verschiedenen Forschungs- und Designprojekten interpretiert sie das Verhältnis von Mobilität, Landschaft und Stadtentwicklung neu.
Seit 2016 ist Aglaée Degros Professorin und Leiterin des Instituts für Städtebau an der Technischen Universität Graz und war in der Vergangenheit Gastprofessorin und Gastdozentin an verschiedenen Universitäten in Europa: Sie war Gastdozentin unter anderem an der TU Delft und der Amsterdamer Kunsthochschule, dem Interdisciplinary Centre for Urban Culture and Public Space (SKuOR) der Universität Wien und der Freien Universität Brüssel. Außerdem war sie Gastprofessorin an der Politecnico die Milano und Harvard University GSD.
Sie ist auch Mitglied des Image Quality Committee in Nimwegen und war Ausschussmitglied des Netherlands Architecture Fund. In den Jahren 2013/14 hatte sie die Roland-Rainer-Stiftungsprofessur an der Akademie der bildenden Künste Wien inne.  Im Jahr 2015 arbeitete sie an der Kinodokumentation ArchiBelge mit und ist unter anderem Co-Autorin der Routledge-Publikation "Public Space and the Challenges of Urban Transformation in Europe" und "Brussels, [re]discovering its spaces". Weiters ist sie regelmäßig Jurymitglied bei internationalen Stadtplanungs- und Designwettbewerben, wie zum Beispiel Europan.

## Aktivitäten
- Mitglied des Gestaltungsbeirats der Stadt Aachen
- Mitglied der Vlaams Bouwmeester Expertengroep 2022–2026
- Mitglied des wissenschaftlichen Komitees bei Europan
- Auswahlausschuss/Berufungskommission der Universität Hasselt
- Beratung des flämischen Ministeriums für Integration, Wohnen, Chancengleichheit und Armutsbekämpfung
- Vorstandsmitglied bei Europan Austria
- Gastprofessorin an der Politecnico di Milano
- Gastprofessorin an Department of Landscape Architecture Harvard University GSD

## Publikationen
- A. Degros, E. Schwab, A. Bagaric, S. Bauer, J. Fauster, R. Radulova-Stahmer, M. Stefan, A. Steiner: Territorial Urbanism Now!. Jovis, Berlin 2024,  ISBN 978-3-98612-063-4.
- M. Armengaud, A. Degros, R. Radulova-Stahmer: Towards Territorial Transition. Park Books, Zürich 2023, ISBN 978-3-03860-305-4.
- A. Degros, A. Bagarić, S. Bauer, R. Radulova-Stahmer, M. Stefan, E. Schwab: Basics of Urbanism. Park Books, Zürich 2021, ISBN 978-3-03860-260-6.
- A. Degros, S. Bendiks: Traffic space is public space. Park Books, Zürich 2019, ISBN 978-3-03860-165-4.
- A. Degros, E. Schwab: GAM. 15 – Territorial Justice. Jovis, Berlin 2019, ISBN 978-3-86859-855-1.
- A. Degros, H. Loser: Think space in Time. In: Internationales Stadforum Graz. 2017.
- A. Degros, A. Wagner: Re connecting territory and people. In: Graz architecture magazine. 13, 2017.
- A. Degros: Une ville ne nait pas smart mais le devient. In: Espace Public. 2017.
- A. Degros: Fosbury-flop ou de la ruse dans l’espace public. In: L’Observatoire, la revue des politiques culturelles. nr 48, 2016.
- S. Bendiks, A. Degros: Fietsinfrastructuur – Cicloinfraestructura. Universidad de los Andes, Universidad Nacional de Colombia, Bogotá 2016, ISBN 978-958-774-350-0.
- A. Degros, M. Rollot: Obstacles physiques et stratégies de revitalisation. In: Catalogue E13. Paris 2016.
- S. Bendiks, A. Degros, A. Puylaert: L’enjeu de la mobilité à énergie humaine. Le cas du vélo. In: D’Arienzo, R., C. Younès, A. Lapenna, M. Rollot (Hrsg.): Ressources urbaines latentes, pour un renouveau écologique des territories. MetisPresses, Genève 2016.
- S. Bendiks, A. Degros: Favorite(n) Arrival City. Institute for Art and Architecture Academy of Fine Arts Vienna 2015.
- A. Degros, M. De Cleene: Brussels, [re]discovering its spaces. 2014, ISBN 978-2-930774-02-2.
- S. Bendiks, A. Degros: Bricolage. In: Europan 12 Adaptable City. Europan Germany, Berlin 2014.
- A. Degros: Territoires en réseaux ou l’éloge de la lenteur structurante. In: La ville adaptable. 2014, S. 36–41.
- A. Degros: Neues Image für die belgische Justiz? In: Bauwelt. nr.43, Berlin 2013, S. 16–21.
- A. Degros: Le paysage Belge des 40 dernieres années. In: A+. Brussels 2013.
- A. Madanipour, S. Knierbein, A. Degros (Hrsg.): Public Space and the Challenges of Urban Transformation in Europe. Routledge, Oxford 2013, ISBN 978-0-415-64055-8.
- A. Degros, S. Knierbein, A. Madanipour: Resilience, Rhythm, and public space. Shaping robust environments. In: A. Degros: Dérive No54 ‘Public Spaces. RESILIENCE & RHYTHM. 2013, S. 4–9.
- S. Bendiks, A. Degros: Fietsinfrastructuur – Cycle infrastructure. nai010 Publishers, Rotterdam 2013, ISBN 978-94-6208-051-5.
- S. Bendiks, A. Degros: Fietssnelwegen of snelfietsroutes. In: Développement territorial | Passé – Présent – Futur, Les Cahiers nouveaux 82. 2012, S. 86–91.
- A. Degros: Vlaams Eldorado – Revitalisering van de Vlaamse infrastructurele publieke ruimte. Architectuurboek Vlaanderen nr. 10, Vlaams Architectuurinstituut, Antwerp 2012, S. 114–137.
- S. Bendiks, A. Degros: Van A naar F – ontwerpen aan snelle fiets routes. In: Lay-out #14 Stimuleringsfonds voor Architectuur. Rotterdam 2011.
- A. Degros, K. Christiaansen, M. Specht: Publieke acupunctuur. In: S. Lindemann, I. Schutten (Hrsg.): stedelijke transformatie in de tussentijd. Hotel Transvaal als impuls voor de wijk. SUN Trancity, Amsterdam 2010.
- S. Bendiks, A. Degros, H. Vegt: A12NU – onderzoek naar de A12 zone tussen Utrecht, Nieuwegein en Houten. Stichting A12NU 2009.
- Artgineering: N4 – toward a living infrastructure! A16 Editions, Brussels 2008.
- S. Bendiks, V. Couillandeau, A. Degros, P. Mantziaras: La ville sur la route. In: Design et projets d’équipements publics – ‘Infrastructure et paysage. Colloque Biennale du Design 2006 – St. Etienne, Certu, S. 226–246.
- A. Degros: Over Duurzaamheid/Sustainability. In: E. Vos (Hrsg.): Europan 9 Results – European Urbanity – Sustainable City and New Public Space. NAI Publishers, Rotterdam 2008, S. 10–14.
- A. Degros: Infrastruktur als ungeplante Öffentlichkeit? In: Bauwelt. nr. 17-18, S. 52–53.
- S. Bendiks, A. Degros: Roads and City – Dissociation and Proximity. In: G. Bruyns, A. Fuchs, M. J. Hoekstra, H. Heyer, A. van Nes (Hrsg.): The European Tradition in Urbanism – and its Future. International Fortum on Urbanism (IFoU), Delft 2007, S. 126–134.

## Belege
1. ↑  Aglaée Degros (Seite nicht mehr abrufbar, festgestellt im Juni 2023. Suche in Webarchiven)  Info: Der Link wurde automatisch als defekt markiert. Bitte prüfe den Link gemäß Anleitung und entferne dann diesen Hinweis., Brussels Centre for Urban Studies, abgerufen am 17. Dezember 2019.

| Personendaten    | Personendaten                           |
| ---------------- | --------------------------------------- |
| NAME             | Degros, Aglaée                          |
| ALTERNATIVNAMEN  | Degros, Aglaee                          |
| KURZBESCHREIBUNG | belgische Architektin und Stadtplanerin |
| GEBURTSDATUM     | 22. August 1972                         |
| GEBURTSORT       | Löwen                                   |